# あしたのJ
『あしたのJ』（あしたのジェー）とは2001年7月1日から9月30日まで日本テレビにて放送されたジャニーズJr.司会のバラエティ番組である。
同年10月7日からは後座番組『ピカイチ』と統合して『ジャパン☆ウォーカー』がスタートした。

## 出演者
- ジャニーズJr.

## 放送時間
- 2001年7月1日 - 9月30日 日曜11:40 - 12:00（JST）

## 放送タイトル
- 2001年7月1日：街の美少年を探せ!福岡編▽尾藤イサオの曲芸▽ゲスト:尾藤イサオ
- 2001年7月8日：錦野旦・デビュー当時秘蔵映像公開!▽福岡美少年探し▽ゲスト:錦野旦
- 2001年7月15日：スーパースランプ結成秘話▽「ジャニーズJr.オーディション」福岡大会▽ゲスト:スーパースランプ
- 2001年7月22日：アニメ歌手・水木一郎登場▽「ジャニーズJr.オーディション」大阪大会▽ゲスト:水木一郎
- 2001年7月29日：「ジャニーズJr.オーディション」大阪大会▽ゲスト:西城秀樹
- 2001年8月5日：ピンクレディー誕生秘話・未唯▽東京下町美少年探し▽ゲスト:未唯
- 2001年8月12日：「ジャニーズJr.オーディション」大阪大会
- 2001年8月26日： パパイヤ鈴木・デビューからの軌跡▽未来の大スターをスカウト▽ゲスト:パパイヤ鈴木
- 2001年9月2日：ドリフターズの歴史・加藤茶▽サーファー美少年を探せ▽ゲスト:加藤茶
- 2001年9月9日：懐かしの曲熱唱・杉山清貴▽横浜の美少年を探せ▽ゲスト:杉山清貴
- 2001年9月16日：北海道で美食&美男探し
- 2001年9月23日：「ジャニーズJr.オーディション」東京大会 珍芸少年東京に集結
- 2001年9月30日：総集編

| 日本テレビ 日曜朝11:40 - 12:00枠                                      | 日本テレビ 日曜朝11:40 - 12:00枠                                | 日本テレビ 日曜朝11:40 - 12:00枠                                     |
| 前番組                                                                | 番組名                                                          | 次番組                                                               |
| --------------------------------------------------------------------- | --------------------------------------------------------------- | -------------------------------------------------------------------- |
| ゼニゲッチュー!! （2001年5月20日 - 6月24日） 【この番組までドラマ枠】 | あしたのJ （2001年7月1日 - 9月30日） 【本番組よりバラエティ枠】 | ジャパン☆ウォーカー （2001年10月7日 - 2002年3月31日） ※11:40 - 13:00 |

| スタブアイコン | サブスタブ | この項目は、まだ閲覧者の調べものの参照としては役立たない、テレビ番組に関連した書きかけの項目です。この項目を加筆・訂正などしてくださる協力者を求めています（P:テレビ/PJ:放送または配信の番組）。 |